# Зоеа

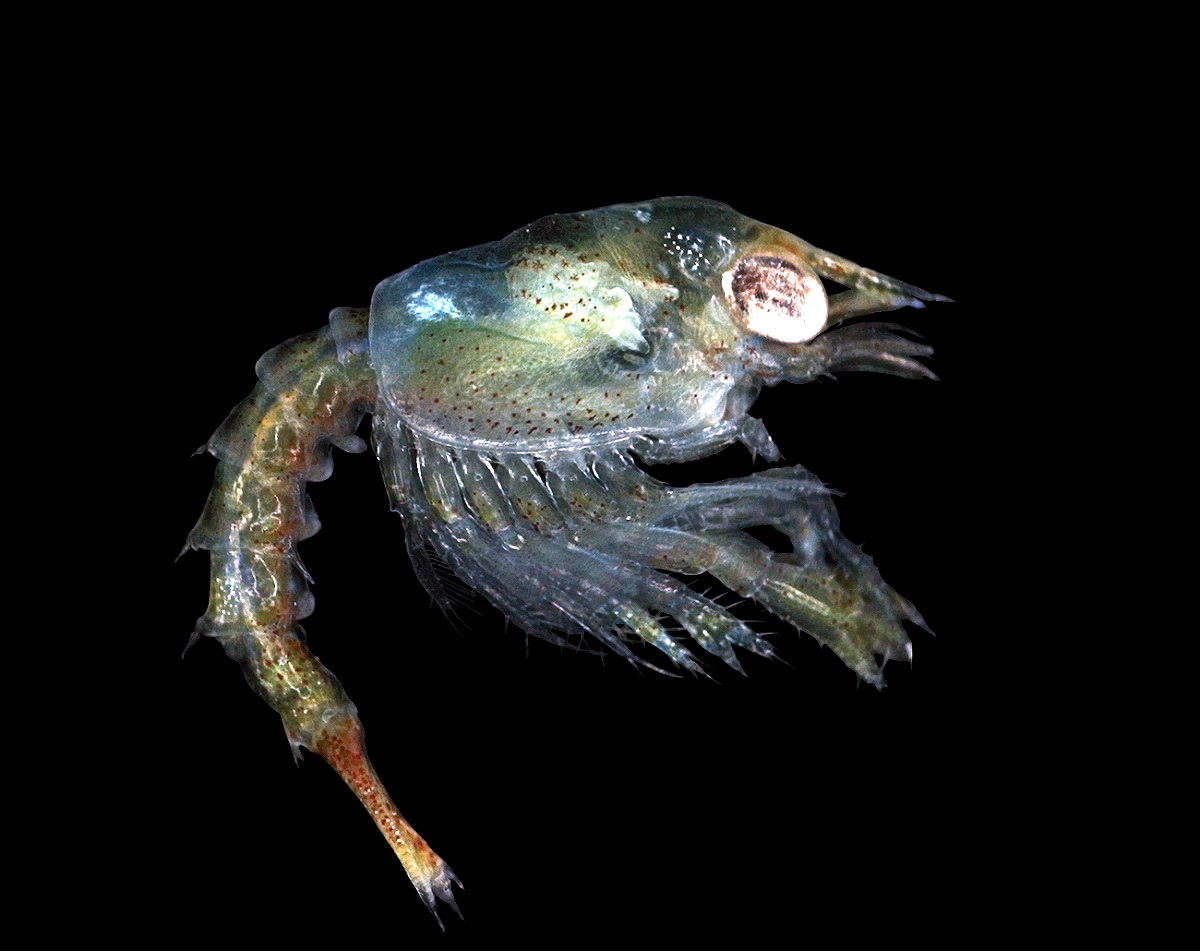
Зоеа Homarus gammarus.

Зоеа (грец. ζωή) — пелагічна личинка, одна з личинкових стадій десятиногих ракоподібних, утворюється з протозоеа. У деяких видів (зокрема у річкових раків) ця стадія проходить у яйці. Розміри — від мікроскопічних, до кількох  міліметрів. Тіло складається з головогрудей та сегментованого черевця. З грудних кінцівок розвинені тільки передні — ногощелепи, з черевних тільки задні — уроподи (у личинок крабів уроподи відсутні). Всі інші кінцівки — в зачатковому стані. Очі — сидячі. Плаває за допомогою ногощелеп. Живиться планктонними організмами, які за розмірами менше зоеа. Зоеа росте та декілька разів линяє. У креветок зоеа у процесі розвитку переходить у стадію мізидної личинки, у інших десятиногих — у так звану  дека-подитну стадію, що за будовою подібна до дорослих особин. 